# Paradiso (Zwitserland)
Paradiso is een gemeente en plaats in het Zwitserse kanton Ticino, en maakt deel uit van het district Lugano.
Paradiso telt 3524 inwoners.